# Anhai
Anhai (kinesiska: 安海) är en köping i sydöstra Kina. Den ligger i Jinjiang i staden Quanzhou i provinsen Fujian, omkring 170 kilometer sydväst om provinshuvudstaden Fuzhou. Antalet invånare är 166 754. Befolkningen består av 79 844 kvinnor och 86 910 män. Barn under 15 år utgör 15,0 %, vuxna 15-64 år 79 %, och äldre över 65 år 5,0 %.